# Henri Delmuyle
Henri Delmuyle (* 21. Januar 1916 in Anzegem; † 26. September 1994 in Kortrijk) war ein belgischer Radrennfahrer und nationaler Meister im Radsport.

## Sportliche Laufbahn
Delmuyle war im Straßenradsport aktiv. Von 1946 bis 1948 war er Unabhängiger und Berufsfahrer. 1946 gewann er das Eintagesrennen Kuurne–Brüssel–Kuurne vor Arthur Mommerency. An diesen Erfolg konnte er danach nicht mehr anknüpfen, weitere Siege als Radprofi gelangen ihm nicht.
In den Rennen der Monumente des Radsports war der 20. Platz im Rennen Paris–Roubaix 1947 sein bestes Resultat.